# Google Livros
Google Livros (em inglês, Google Books; anteriormente conhecido como Google Book Search e Google Print) é um serviço da empresa estadunidense Google que procura textos completos de livros que a Google escaneia, converte-o utilizando o reconhecimento ótico de caracteres, e armazena em seu banco de dados digital. O serviço foi anteriormente conhecido como Google Print quando fora introduzido na Feira do Livro de Frankfurt em outubro de 2004. Quando é introduzida uma palavra-chave no sistema de busca, até três resultados do índice do Google Books são disponibilizados sobre os resultados da pesquisa no serviço Google Web Search (google.com). Clicando em um resultado, o Google Books abre uma interface na qual o usuário pode visualizar páginas do livro bem como conteúdos relacionados à anúncios e ligações para o website da editora e do livreiro. Através de uma série de limitações de acesso e medidas de segurança, algumas baseadas na localização do usuário, a Google limita o número de páginas visualizáveis, na tentativa de prevenir-se da cópia do texto de materiais sob direitos autorais.
O banco de dados do Google Books continua a crescer. O Google Books permite que obras de domínio público e outros materiais sem direitos autorais sejam carregados em formato PDF. Para usuários que não se localizem nos Estados Unidos, entretanto, a Google tem de ter certeza que a obra em questão é realmente protegida por direitos autorais sob as leis locais. De acordo com um membro da Equipe de Suporte do Google Books, "um livro não ser de domínio público pode ser frequentemente uma questão jurídica delicada, nós erramos na parte do cuidado e deveríamos apresentar no máximo um pequeno trecho até determinarmos que o livro tenha entrado inteiramente em domínio público".
A maioria dos livros são escaneados usando uma câmera Elphel 323 a um ritmo de 1 000 páginas por hora.
A iniciativa foi aclamada pelo seu potencial de oferecer acesso sem precedentes para o que poderia tornar-se a maior coleção de escritos online de conhecimento humano e promover a democratização do conhecimento, porém o serviço também foi criticado pelas violações de direitos autorais potenciais.

## Número de escaneamentos
Em março de 2007, a Google havia digitalizado um milhão de livros, de acordo com o The New York Times com um custo estimado de US$ 5 milhões. Em 28 de outubro de 2008, a Google afirmou que tinha sete milhões de livros pesquisáveis através do Google Books, incluindo aqueles escaneados pelos seus 20 000 editores sócios. Dos 7 milhões de livros, 1 milhão são de "visualização completa", baseado em acordos com os editores. Um milhão estão em domínio público. A maioria das obras escaneadas ainda não foram impressas ou disponíveis comercialmente. Em 9 de outubro de 2009, a Google anunciou que o número de livros escaneados superam os dez milhões.

## Competição
- A Microsoft iniciou um projeto semelhante, chamado Live Search Books no final de 2006. Ele operou até maio de 2008, quando foi abandonado.[14] Todos livros do Live Search Books estão agora disponíveis na Internet Archive. A Internet Archive é uma organização sem fins lucrativos e o segundo maior projeto de escaneamento de livros, após a Google. Em novembro de 2008, o projeto tinha mais de 1 milhão de obras completas de domínio público escaneadas online.
- Europeana é uma plataforma de pesquisa que disponibiliza cerca de 3 milhões de objetos digitais em novembro de 2008, incluindo vídeos, fotos, pinturas, áudios, mapas, manuscritos, livros impressos, e jornais dos últimos 2 000 anos da história da Europa em mais de 1 000 arquivos da União Europeia.[15] É esperado que este número atinja uma marca de 10 milhões em 2010.[16]
- Gallica da Biblioteca Nacional da França disponibiliza cerca de 800 000 livros digitados, jornais, manuscritos, mapas, desenhos, etc. Criado em 1997, a biblioteca digital continua a expandir-se em um ritmo de cerca de 5 000 novos documentos por mês. Desde o fim de 2008, muitos dos novos documentos escaneados estão disponíveis em formato de imagem e texto. Muitos desses documentos são escritos em francês, porém outros são em outras línguas.

## Linha do tempo

### 2004
- Dezembro de 2004: a Google sinalizou uma extensão para sua inciativa do Google Print, conhecida como Google Print Library Project.[17] A Google anunciou parceiras com diversas universidades de alto reconhecimento e bibliotecas públicas, incluindo a Universidade de Michigan, Harvard, Stanford, Oxford (Bodleian Library), e a New York Public Library. De acordo com comunicados de imprensa e bibliotecários das universidades, a Google planeja digitalizar e tornar disponível, através de seu serviço Google Books, aproximadamente 15 milhões de volumes em uma década. O anúncio logo gerou controvérsias quando associações de editores e autores desafiaram os planos da Google de digitalizar, não apenas livros de domínio público, porém também títulos sob direitos autorais.

### 2005
- Setembro-Outubro de 2005: Duas ações judiciais contra a Google acusam que a companhia não havia respeitado os direitos autorais e falhou em compensar adequadamente os autores e editores. Uma delas é uma ação em nome de autores (20 de setembro de 2005) e a outra é uma ação civil movida por cinco grandes editoras e a Associação de Editores Americanos. (19 de outubro de 2005)[9][18][19][20][21][22]
- Novembro de 2005: a Google modificou o nome de seu serviço de Google Print para Google Book Search.[23] Seu programa possibilita editores e autores incluirem seus livros no serviço, renomeado a "Google Books Partner Program" e a parceria com bibliotecas modificou o nome para Google Books Library Project.

### 2006
- Agosto de 2006: A Universidade da Califórnia anunciou que poderia juntar-se ao projeto de digitalização de livros. Isto inclui uma porção dos seus 34 milhões de volumes em aproximadamente 100 bibliotecas gerenciadas pela universidade.[24]
- Setembro de 2006: A Universidade Complutense de Madri tornou-se a primeira biblioteca de idioma espanhol a unir-se ao Google Books Library Project.[25]
- Outubro de 2006: A Universidade de Wisconsin-Madison anunciou que se juntaria ao projeto de digitalização do Book Search com a Wisconsin Historical Society Library. Juntas, as bibliotecas têm 7,2 milhões de livros.[26]
- Novembro de 2006: A Universidade de Virgínia une-se ao projeto. Suas bibliotecas contêm mais de 5 milhões de volumes e mais de 17 milhões de manuscritos, dentre eles, livros e arquivos raros.[27]

### 2007
- Janeiro de 2007: A Universidade do Texas anunciou que se uniria ao projeto de digitalização do Book Search. Pelo menos 1 milhão de volumes serão digitalizados das 13 bibliotecas da Universidade. (Ao final de 2008, a Universidade do Texas parou de contribuir com o projeto.)
- Março de 2007: A Bavarian State Library anunciou uma parceria com a Google para escanear mais de 1 milhão de obras em domínio público impressas em alemão, bem como também, inglês, francês, italiano, latim, e espanhol.[28]
- Maio de 2007: Uma parceria com o projeto da Google foi anunciada juntamente à Biblioteca Cantonal da Universidade de Lausanne.[28]
- Maio de 2007: A Biblioteca Boekentoren da Universidade de Ghent participará com a Google na digitalização fazendo versões digitalizadas de livros do século XIX nos idiomas francês e holandês disponíveis online.[29]
- Junho de 2007: O Committee on Institutional Cooperation (CIC) anunciou que suas vinte bibliotecas participariam no escaneamento de 10 milhões de livros no curso dos próximos seis anos.[30]
- Julho de 2007: A biblioteca da Universidade Keio tornou-se a primeira parceira da Google do Japão com o anúncio de que eles digitalizariam pelo menos 120 000 livros de domínio público.[31]
- Agosto de 2007: A Google anunciou que iria digitalizar 500 000 itens, tanto de domínio público quanto com direitos autorais, na Biblioteca da Universidade de Cornell. A Google também provirá uma cópia digital de todas as obras escaneadas a serem incorporadas ao sistema de bibliotecas próprio da universidade.[32]
- Setembro de 2007: A Google adicionou um recurso que permite aos usuários compartilharem trechos de livros que estão em domínio público. Os trechos podem aparecer exatamente como fazem na digitalização dos livros ou como um texto simples.[33]
- Setembro de 2007: A Google inaugura um novo recurso chamado "My Library" que permite aos usuários a criar bibliotecas pessoais customizadas, seleções de livros que eles podem rotular, revisar, avaliar, ou pesquisar o texto completo.[34]
- Dezembro de 2007: A Universidade de Columbia foi adicionada como uma parceira na digitalização de obras de domínio público.[35]

### 2008
- Maio de 2008: A Microsoft cai gradualmente e planeja acabar seu projeto de escaneamento, que alcançou uma marca de 750 000 livros e 80 milhões de artigos de jornal.[36]
- Outubro de 2008: Um acordo é alcançado entre a indústria editorial e a Google após dois anos de negociação. A Google concorda a indenizar em troca do direito de fazer milhões de livros disponíveis ao público.[9][37]
- Novembro de 2008: A Google atinge a marca dos 7 milhões de livros escaneados por ela própria e por seus parceiros editores. Um milhão estão no modo de visualização completa, 1 milhão são obras de domínio público totalmente visualizáveis e carregáveis. Cerca de cinco milhões são out-of-print.[12][38][39]
- Dezembro de 2008: A Google anuncia a inclusão de revistas ao Google Books. Estão inclusos New York Magazine, Ebony, Popular Mechanics e outros.[40][41]

### 2009
Maio de 2009: Na convenção anual BookExpo em Nova Iorque, a Google sinalizou sua intenção em introduzir um programa que permitiria os editores vender versões digitais de seus livros mais recentes diretamente aos consumidores através da Google.
Dezembro de 2009: Um tribunal francês encerrou o escaneamento de livros editados na França, alegando que o Google Books estaria violando as leis de direitos autorais. Esta foi a primeira grande perda legal para o projeto.

## Participantes do Google Books Library Project
O número de instituições participantes cresceu desde o início do Google Books Library Project; A Universidade de Mysore foi mencionada em muitas reportagens da mídia como sendo parceira do projeto. No entanto, eles não são listados como parceiros pela Google.

### Parceiros iniciais
- Universidade Harvard, Biblioteca da Universidade Harvard, Harvard + Google
- Universidade de Michigan, Biblioteca da Universidade de Michigan, Michigan + Google
- New York Public Library, New York Public Library + Google
- Universidade de Oxford, Biblioteca Bodleiana, Oxford + Google
- Universidade Stanford, Bibliotecas da Universidade Stanford (SULAIR), Stanford + Google

### Parceiros adicionais
Outros parceiros institucionais uniram-se ao projeto desde que a parceria foi anunciada.
- Biblioteca Estadual Bávara, Bavaria + Google, Bayerische Staatsbibliothek + Google (in German)
- Universidade Columbia, Sistema Bibliotecário da Universidade Columbia, Columbia + Google
- Committee on Institutional Cooperation, CIC + Google
- Universidade Complutense de Madri, Madrid + Google, Complutense Universidad + Google (in Spanish)
- Universidade Cornell, Biblioteca da Universidade Cornell, Cornell + Google
- Universidade Ghent, Biblioteca da Universidade Ghent, Ghent/Gent + Google
- Universidade Keio, Keio Media Centers, Keio + Google (em inglês), Keio + Google (in Japanese)
- La Bibliothèque Municipale de Lion, Lyon + Google (em francês)
- Universidade Princeton, Biblioteca da Universidade Princeton, Princeton + Google
- Universidade da California, Biblioteca Digital da Califórnia, California + Google
- Universidade de Lausanne, Biblioteca Cantonal da Universidade de Lausanne/Bibliothèque Cantonale et Universitaire (BCU) + Google (em francês)
- Universidade de Mysore, Biblioteca da Universidade de Mysore, Mysore + Google
- Universidade do Texas, Bibliotecas da Universidade do Texas, Texas + Google
- Universidade de Virgínia, Biblioteca da Universidade de Virgínia, Virginia + Google
- Universidade de Wisconsin-Madison, Coleção Digital da Universidade de Wisconsin, Wisconsin + Google